# Каністео (Нью-Йорк)
Каністео (англ. Canisteo) — місто (англ. town) в США, в окрузі Стубен штату Нью-Йорк. Населення — 3295 осіб (2020).

## Демографія
Згідно з переписом 2010 року, у місті мешкала 3391 особа в 1366 домогосподарствах у складі 918 родин. Було 1702 помешкання
Расовий склад населення:
| - 98,6 % — білих - 0,4 % — чорних або афроамериканців - 0,3 % — азіатів - 0,1 % — корінних американців |

До двох чи більше рас належало 0,5 %. Частка іспаномовних становила 0,9 % від усіх жителів.
За віковим діапазоном населення розподілялося таким чином: 24,5 % — особи молодші 18 років, 59,1 % — особи у віці 18—64 років, 16,4 % — особи у віці 65 років та старші. Медіана віку мешканця становила 42,2 року. На 100 осіб жіночої статі у місті припадало 95,8 чоловіків;  на 100 жінок у віці від 18 років та старших — 92,6 чоловіків також старших 18 років.
Середній дохід на одне домашнє господарство  становив 68 271 долар США (медіана — 51 907), а середній дохід на одну сім'ю — 83 681 долар (медіана — 64 688). Медіана доходів становила 42 688 доларів для чоловіків та 36 628 доларів для жінок. За межею бідності перебувало 15,5 % осіб, у тому числі 24,6 % дітей у віці до 18 років та 7,1 % осіб у віці 65 років та старших.
Цивільне працевлаштоване населення становило 1372 особи. Основні галузі зайнятості: освіта, охорона здоров'я та соціальна допомога — 33,1 %, роздрібна торгівля — 14,2 %, виробництво — 10,9 %, мистецтво, розваги та відпочинок — 9,9 %.